# Arslanyazı, Yayladağı
Arslanyazı là một xã thuộc huyện Yayladağı, tỉnh Hatay, Thổ Nhĩ Kỳ. Dân số thời điểm năm 2011 là 234 người.